# 王商 (蜀郡太守)
王商（？—211年），字文表，廣漢郪人。官至東漢蜀郡太守。

## 生平
王商以才學著稱。益州牧劉璋聘他為治中從事。

### 勸諫劉璋
劉璋懦弱多疑，不親近信任大臣，王商奏記諫璋，劉璋因此感悟。
當初韓遂與馬騰作亂關中，數次與劉璋父劉焉有書信往來，直到馬騰子馬超時有與劉璋結盟之意，王商勸劉璋不要與馬超結盟，王商說：「馬超勇猛但缺少仁心，見利忘義，不可以與他結盟。老子說：『國之利器，不可以示人』，當今的益州人才繁茂，民豐物饒，這些正是那些梟雄想要的，也是馬超想要的啊。如果接納馬超，則如養虎為患。」劉璋聽從王商建議，拒絕了馬超的請求。

### 人際關係
王商曾推薦名士安漢人趙韙、陳實、墊江人龔揚、趙敏、黎景，閬中人王澹、江州人孟彪，這些人後來都官至州右職、郡守。
荊州牧劉表、大儒南陽宋忠遠慕王商名氣，都與王商交好。宋忠在荊州曾寫信給王商說：「許文休倜儻瑰瑋，有蓋世才幹，您當以他為榜樣。」

### 蜀郡太守
王商被劉璋任命為蜀郡太守。成都禽堅有至孝之行，王商表其墓，追贈孝廉。又為嚴光、李弘建立祠廟，清理各種祭祀的典禮。建安十六年（公元211年）在蜀郡太守任內十年逝世。許靖因此轉任蜀郡太守。

## 家庭

### 曾祖父
- 王堂，字敬伯，王堂的前妻生子王博，後由文極輔養 [6]

### 養曾祖母
- 文極，字季姜。

### 祖父
- 王博，娶妻楊進，生子王遵。[7]

### 祖母
- 楊進，後與張叔紀、文極並稱「三母」。[8]

### 父
- 王遵，廣漢人，有妻張叔紀。[9]

### 母
- 張叔紀，張霸孫女，古樸、周幹、彭勰、祝龜等曾為她作頌。[9]

### 從兄弟
- 從弟王士，字義強，犍為太守。
- 從弟王甫，字國山，荊州從事。

### 子
- 王彭，官至蜀漢巴郡太守。

### 孫
- 王化，字伯遠，官至西晉梓潼太守。[10]
- 王振，字仲遠，官至西晉巴東太守。
- 王岱，字季遠，歷廣陽、作唐令，早亡。
- 王崇，字幼遠，官至西晉上庸、蜀郡太守。

## 評價
- 許靖：「設使商生於華夏，雖王景興無以加也。」